# スヴェレ・フェーン

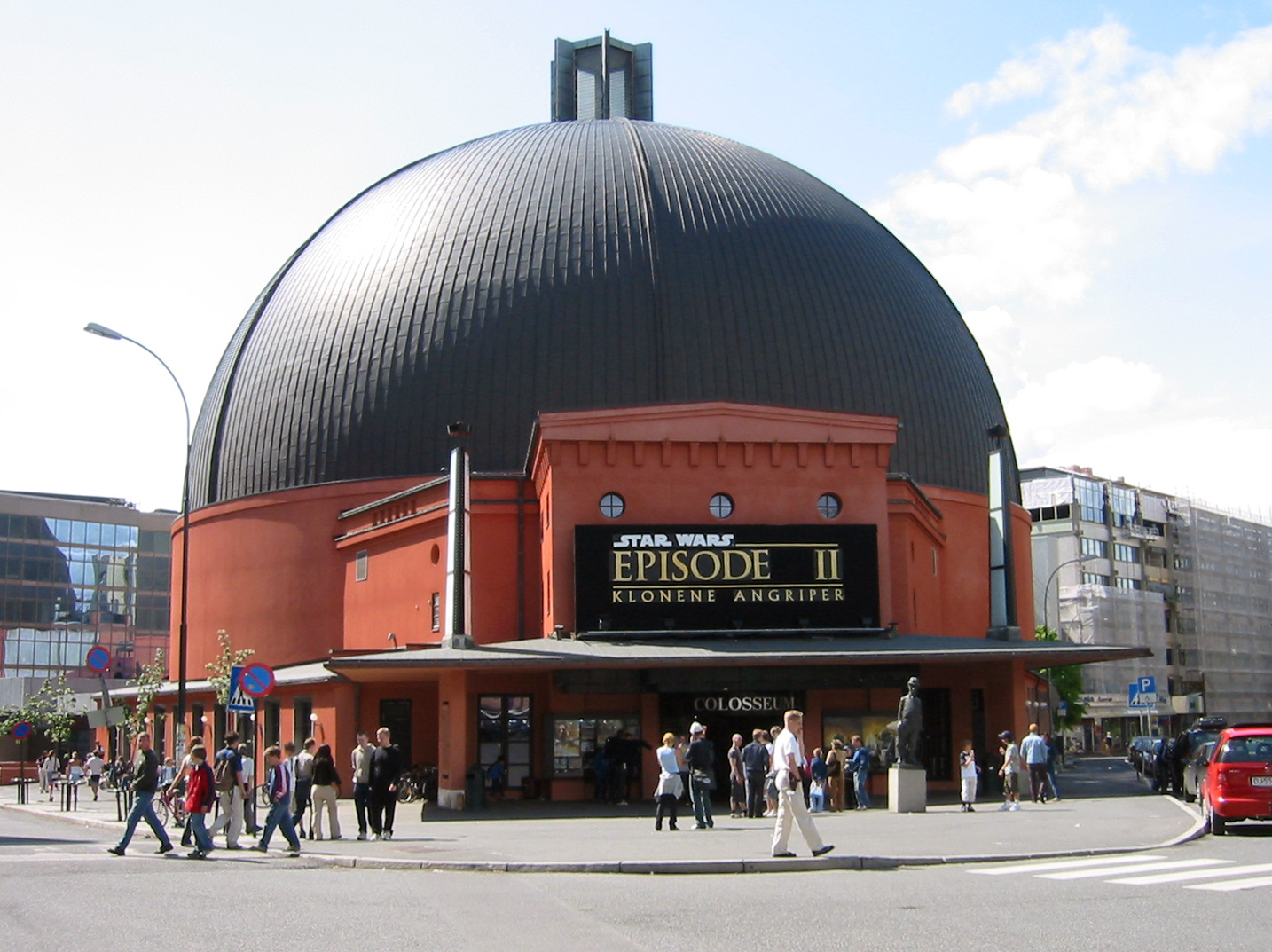
オスロのコロッセウム・シネマ

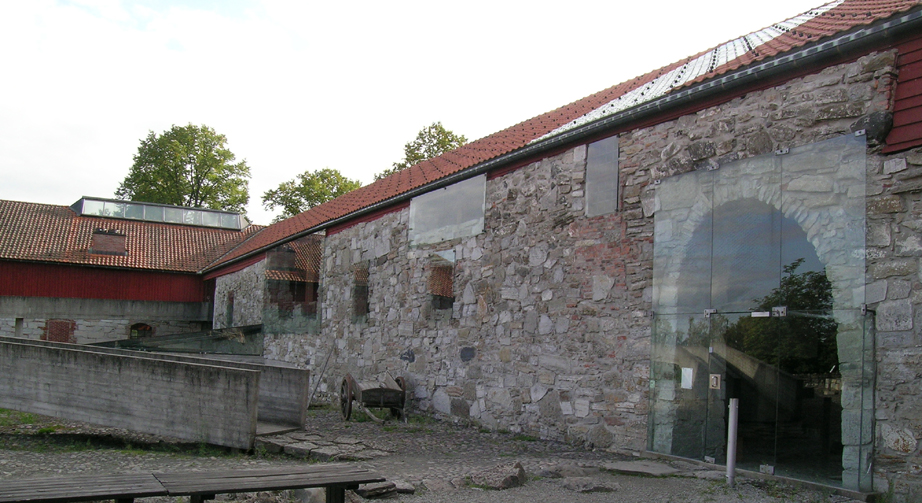
ヘドマルク博物館

スヴェレ・フェーン（Sverre Fehn、1924年8月14日 - 2009年2月23日）はノルウェー・コングスベルグ出身の建築家。
第二次世界大戦の後にオスロ建築大学で建築を学んだ。1952‐53年にかけてモロッコを旅行、その土着の建築に深い感銘を受ける。パリに渡りジャン・プルーヴェのスタジオに2年勤務する。1954年にノルウェーに戻って自分の事務所を設立、1958年のブリュッセル万博のノルウェー館を手がけたことによって国際的に注目されるようになる。1960年代にはヴェネツィア・ビエンナーレの北欧館とハマールのヘドマルク博物館を手がけた。1997年にはプリツカー賞とハインリヒ・テセナウ金メダルを受賞。
2004年末から2005年初頭にかけて世界巡回展が東京芸術大学でも開催された。

## 作品
- ブリュッセル万博ノルウェー館（1958年）
- ヴェネツィア・ビエンナーレ北欧館（1962年）
- ヴィラ・ノルチェヴィンク（1963年）
- ボラーのコミュニティーセンター（1972年、ノルウェー、オスロ）
- 聴覚障害児童のための学校（1977年、ノルウェー、オスロ）
- ヘドマルク博物館（1988年、ノルウェー、ハマル）
- ヴィラ・ブスク（1990年）
- 氷河博物館（1991年、ノルウェー、フィヤールラン）
- アウクルスト博物館（1995年、ノルウェー、アルヴダール）
- ノルウェー建築博物館（2007年）